# Bezkolenec
Bezkolenec (Molinia) je rod trav z čeledi lipnicovitých (Poaceae). Jedná se o vytrvalé byliny. Jsou trsnaté. Stébla dorůstají výšek zpravidla 15–250 cm. Listy jsou hlavně v přízemním trsu, dolní lodyžní články jsou silně zkrácené a horní naopak prodloužený, takže je tráva zdánlivě bez kolének. Čepele listů jsou ploché nebo svinuté, 3–10 mm široké, na vnější straně listu se při bázi čepele nachází místo jazýčku věneček chlupů. Květy jsou v kláscích tvořících latu, která je stažená či rozložitá. Klásky jsou zboku smáčklé, vícekvěté (zpravidla 2–6 květů), horní květ je však často sterilní a zakrnělý. Na bázi klásku jsou 2 plevy, přibližně stejné nebo nestejné, bez osin, zašpičatělé. Pluchy jsou na vrcholu zašpičatělé, bez osin. Plušky jsou dvoužilné, bez osin. Plodem je obilka. Celkově je známo pouze asi 2 až 5 druhů, hlavně v mírném pásu Evropy a Asie.

## Druhy rostoucí v Česku
V České republice rostou dva druhy z rodu bezkolenec. Bezkolenec rákosovitý (Molinia arundinacea) je mohutná tráva, která má zpravidla široce rozložitou latu. Roste na střídavě vlhkých bezkolencových loukách (svaz Molinion) a ve vlhkých acidofilních doubravách (asociace Molinio-Quercetum). Najdeme ho spíše v nížinách a středních polohách. Příbuzný bezkolenec modrý (Molinia caerulea) je většinou menší a má staženější latu. Roste někdy i v nížninách, zvláště v Čechách, častější je však ve vyšších polohách a hojně je rozšířen i v subalpínském stupni. Roste na vlhkých a slatinných loukách, v rašeliništích a v některých typech vysokostébelných alpínských trávníků.